# Festival Premiers Plans d'Angers 2019
Le Festival Premiers Plans d'Angers 2019, 31e édition du festival, se déroule du 25 janvier au 3 février 2019.

## Déroulement et faits marquants
Cette 31e édition du festival propose un hommage à Costa-Gavras, Maren Ade, Valeska Grisebach, Michael Dudok de Wit et un focus sur le cinéma roumain.
Le 2 février 2019, le palmarès est dévoilé : le grand prix du jury du meilleur long-métrage européen est décerné au film allemand Comme si de rien n'était (Alles ist Gut) d'Eva Trobisch. Le prix du public du long-métrage européen est remis au film suisse Ceux qui travaillent  d'Antoine Russbach et le prix du public du long-métrage français est remis au film Les Drapeaux de papier de Nathan Ambrosioni.

## Jurys

### Longs métrages
- Cédric Kahn (président du jury), réalisateur
- Sidse Babett Knudsen, actrice
- Léa Mysius, réalisatrice
- Sylvie Pialat, productrice
- Amine Bouhafa, réalisateur

### Courts métrages
- Michael Dudok de Wit (président du jury), réalisateur
- Alice Isaaz, actrice
- Samuel Theis, réalisateur

## Sélection

### En compétition

#### Longs métrages européens
- Comme si de rien n'était (Alles ist Gut) d'Eva Trobisch  Allemagne
- Exit (Cutterhead) de Rasmus Kloster Bro  Danemark
- Blossom Valley de László Csuja  Hongrie
- Light as Feathers de Rosanne Pel  Pays-Bas
- Lune de miel (Lemonade) d'Ioana Uricaru  Roumanie
- Ray & Liz de Richard Billingham  Royaume-Uni
- Le Cœur du monde (Сердце мира) de Natalia Mechtchaninova  Russie
- Ceux qui travaillent  d'Antoine Russbach  Suisse
- Saf d'Ali Vatansever  Turquie

#### Longs métrages français
- Daniel fait face de Marine Atlan
- Deux fils de Félix Moati
- L'Enkas de Sarah Marx
- L'Époque de Matthieu Bareyre
- Les Drapeaux de papier de Nathan Ambrosioni

## Palmarès

### Longs métrages
- Grand prix du Jury (longs-métrages européens) : Comme si de rien n'était (Alles ist Gut) d'Eva Trobisch.
- Prix du Public (longs-métrages européens) : Ceux qui travaillent  d'Antoine Russbach.
- Prix du Public (longs-métrages français) : Les Drapeaux de papier de Nathan Ambrosioni.
- Prix du Public (scénario de long-métrage) : Les Survivants de Guillaume Renusson et Clément Peny[3],[4]
- Prix Fondation VISIO pour l'audiodescription : Les Survivants de Guillaume Renusson et Clément Peny[5],[3]